# کلوکوچواتس (مایدانپک)
کلوکوچواتس (به صربی: Klokočevac) یک منطقهٔ مسکونی در صربستان است که در مایدانپک واقع شده‌است. کلوکوچواتس ۷۱۱ نفر جمعیت دارد.